# هزار جهد بکردم که یار من باشی
غزلی با مطلع «هزار جهد بکردم که یار من باشی»، غزل شمارهٔ ۴۵۷ از دیوانِ حافظ در تصحیحِ محمد قزوینی و قاسم غنی است.

## در اجراها
نادر گلچین در برنامهٔ شمارهٔ ۹۹ از مجموعهٔ گل‌های تازه این غزل را در دستگاهِ شور اجرا کرده‌است.